# Совок

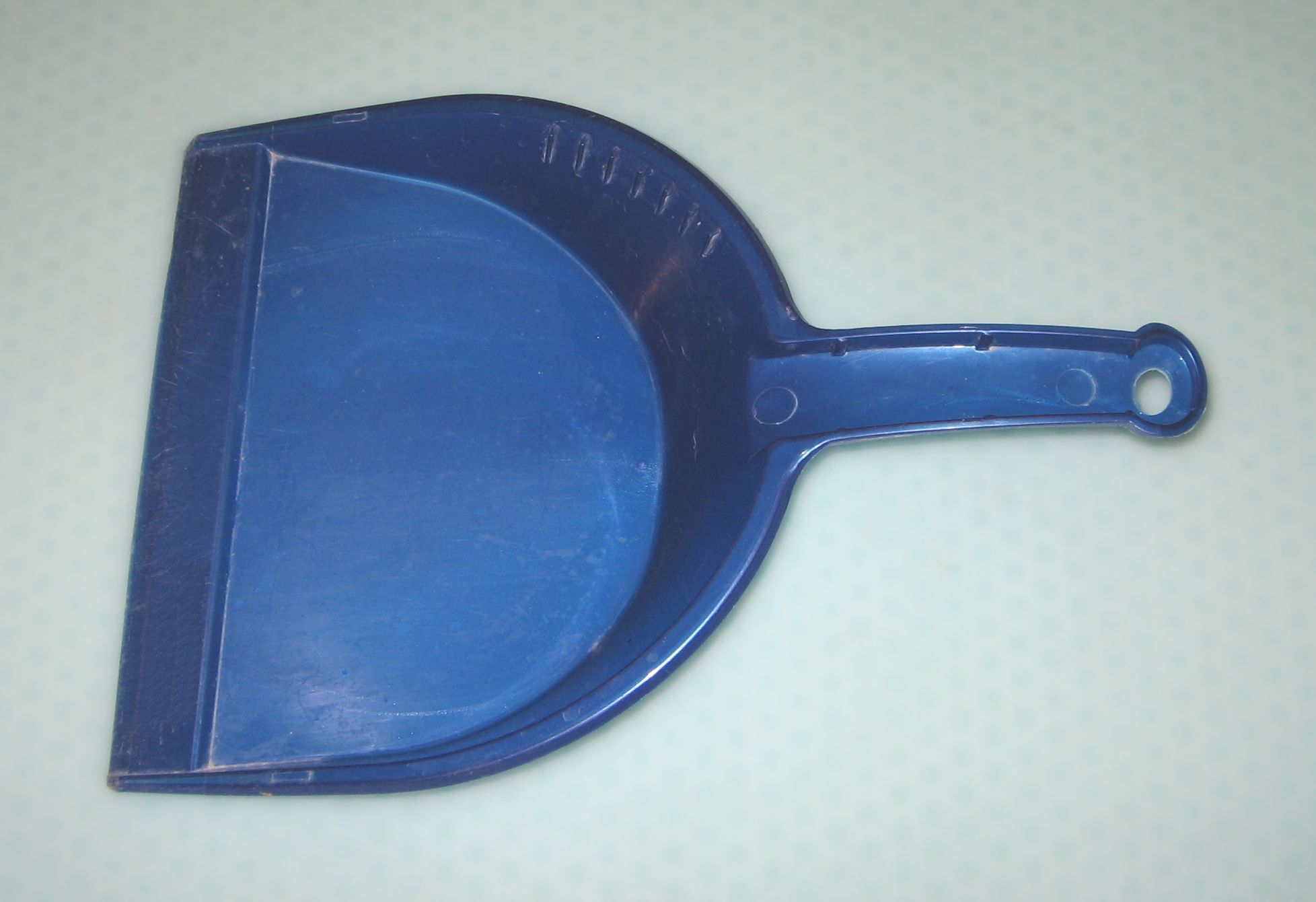
Совок для мусора

Сово́к (от глагола совать) — ручной инструмент в виде желобка или лопатки с загнутыми вверх боковыми краями.

## Виды
- Для мусора[2] — используются при подметании веником, шваброй, метлой. Специальный совок с отделением для мусора был запатентован американцем Томасом Макнилом в 1858 году[3][4].
- Для сыпучих продуктов[2] — при реализации на предприятиях торговли.
- Для угля — с дырчатым лотком[2].
- Для золы[2].
- Садово-огородный[2].
- Детский совок — для игры в песочнице.